# Alisa Kleybanova
Alisa Mikhaelovna Kleybanova (Russo: Алиса Михаиловна Клейбанова, Moscou, 15 de Julho de 1989) é uma tenista profissional russa, desde 2003 atuando no circuito, seu mais alto ranking foi a 23° em maio de 2009, em duplas ja alcançou o N. 10 da WTA.
No dia do seu aniversário de 22 anos, em 15 de julho de 2011, Alisa descobriu um câncer e anunciou uma breve parada na sua carreira.

## Honras
Duplas
- 2009 WTA de Fez, Marrocos com Ekaterina Makarova
- 2009 WTA de Budapeste, Hungria com Monica Niculescu
- 2009 WTA de Tóquio, Japão com Francesca Schiavone

## Ligações Externas
- Perfil na WTA